# Oxathres quadrimaculata
Oxathres quadrimaculata là một loài bọ cánh cứng trong họ Cerambycidae.